# St. Boris Peak
St. Boris Peak är en bergstopp i Antarktis. Den ligger i Sydshetlandsöarna. Argentina, Chile och Storbritannien gör anspråk på området. Toppen på St. Boris Peak är 963 meter över havet.
Terrängen runt St. Boris Peak är kuperad norrut, men söderut är den bergig. Trakten är glest befolkad. Närmaste befolkade plats är St. Kliment Ohridski Base, 9,2 kilometer nordväst om St. Boris Peak. 